# Esposizione delle conquiste dell'economia nazionale
L'Esposizione delle conquiste dell'economia popolare (in russo Выставка достижений народного хозяйства, ВДНХ?, Vystavka dostiženija narodnogo chozjajstva, VDNCh) è una fiera-esposizione commerciale permanente di Mosca, sita nel quartiere Ostankinskij nel nord-est della città.
Il Centro è membro delle associazioni International Union of Exhibitions and Fairs (IUEF, "Unione Internazionale di fiere ed esposizioni") dal 1991 e di The Global Association of the Exhibition Industry (IFU, "Associazione mondiale delle esposizioni") dal 1997.

## Storia

### Anni trenta
In seguito al processo di collettivizzazione in Unione Sovietica e al II Congresso dei contadini e dei trattoristi di tutta l'Unione, il governo decise nel 1935 di realizzare una fiera agricola di tutta l'Unione per celebrare i risultati ottenuti dai contadini nelle fattorie collettive. La mostra doveva essere realizzata entro il ventesimo anniversario del potere sovietico, ovvero il 1937.
I lavori cominciarono subito nella seconda metà del 1935 nell'area del Parco Ostankinskij. Numerosi artisti sovietici presero parte alla progettazione di oltre 250 edifici dislocati su 136 ettari di terreno, tra cui 20 palazzi delle repubbliche e delle regioni sovietiche, 32 padiglioni industriali, un parco, una serra, piazze, fattorie e uno zuccherificio. A causa dei rallentamenti dovuti a problematiche politiche, tecniche ed economiche, l'apertura del centro fu posticipata al 1938, i padiglioni in legno temporanei furono riprogettati per durare almeno cinque anni e vennero eliminati elementi modernisti. Nel 1938, dopo l'Expo 1937 di Parigi, il monumento L'operaio e la kolchoziana di Vera Muchina fu smontato e riassemblato nel sito su un piedistallo cubico.
L'inaugurazione dell'Esposizione agricola di tutta l'Unione (in russo Всесоюзная сельско-хозяйственная выставка, ВСХВ?, Vsesojuznaja sel’sko-chozjajstvennaja vystavka, VSChV) avvenne il 1º agosto 1939 con un discorso da parte di Vjačeslav Molotov.
La mostra divenne molto popolare tra i moscoviti e i turisti, nonostante i padiglioni non venissero visitati, e secondo il governo la VSChV riuscì a rendere un'idea positiva dell'agricoltura socialista tra i visitatori.
Il parco continuò ad essere attivo fino all'inizio della seconda guerra mondiale.

### Anni quaranta
Il 1º luglio 1941, per ordine del Consiglio dei commissari del popolo dell'URSS, la VSChV fu chiusa: tutto il bestiame fu riportato nei kolchoz, mentre la collezione della biblioteca, un laboratorio fotografico e un archivio furono evacuati a Čeljabinsk. Soltanto alcuni membri del personale rimasero per custodire e conservare le mostre rimaste, mentre altri furono mandati sul fronte a combattere nella XIII Divisione Rostokinskij. Nel parco furono creati officine e impianti per le riparazioni di mezzi militari, e quasi tutti gli edifici furono occupati da operai dell'industria della difesa.
Il 25 ottobre 1948, tre anni dopo la fine della seconda guerra mondiale in Europa, il Consiglio dei ministri dell'Unione Sovietica decise di rinnovare la VSChV.

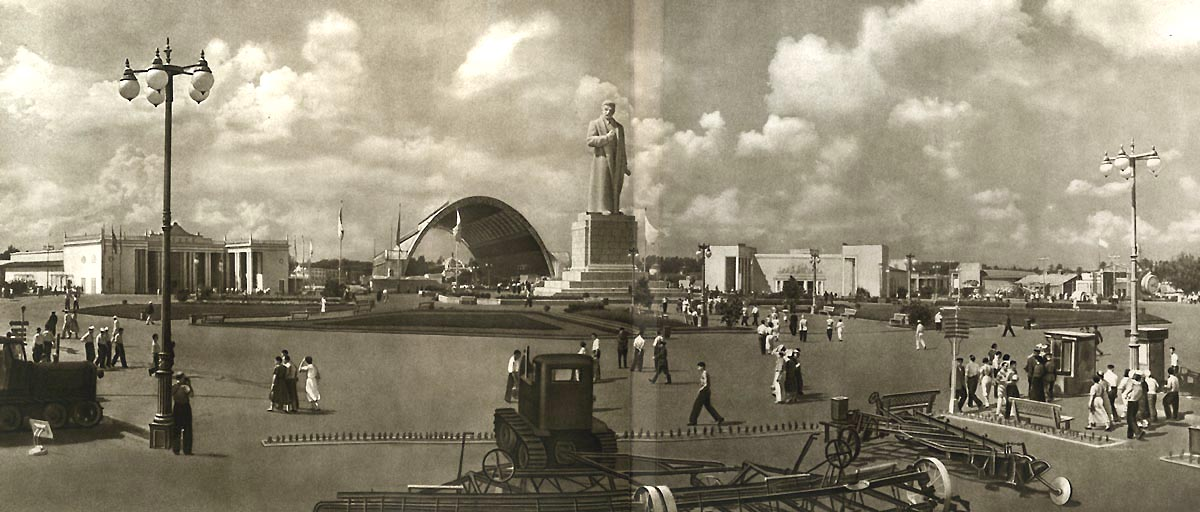
La piazza principale nel 1948.

### Anni cinquanta
Durante la ricostruzione del parco, il territorio fu ingrandito fino a 207 ettari, furono aggiunte numerose fontane (tra cui quella della "Amicizia dei popoli" , il "Fiore di pietra" e la "Spiga" di K. T. Topuridze) e fu creata una via di cinque chilometri per i filobus. Molti padiglioni furono rinnovati e fu creato l'arco trionfale per il nuovo ingresso principale alla fiera.
Il padiglione principale fu completamente ricostruito e dotato di una guglia, mentre a quello della RSS Ucraina fu aggiunta nel 1954 una guglia dorata a forma di covone in occasione del 300º anniversario della riunificazione dell'Ucraina con la Russia. Il padiglione della RSS Bielorussa fu demolito e ricostruito sulla base di un nuovo progetto, venendo circondato da un colonnato aperto e completato da una rotonda con una scultura in onore ai soldati sovietici che liberarono la Bielorussia durante la Grande Guerra Patriottica.
Il parco fu aperto il 25 luglio 1954, ma non prima di un'ispezione da parte dei leader del Partito Comunista Sovietico e del governo.
Il 28 maggio 1958, il Consiglio dei ministri dell'URSS decise di riunificare le mostre e i centri espositivi presenti sul sito in un'unica Esposizione delle conquiste dell'economia nazionale (in russo Выставка достижений народного хозяйства, ВДНХ?, Vystavka dostiženij narodnogo chozjajstva, VDNCh).

### Anni sessanta

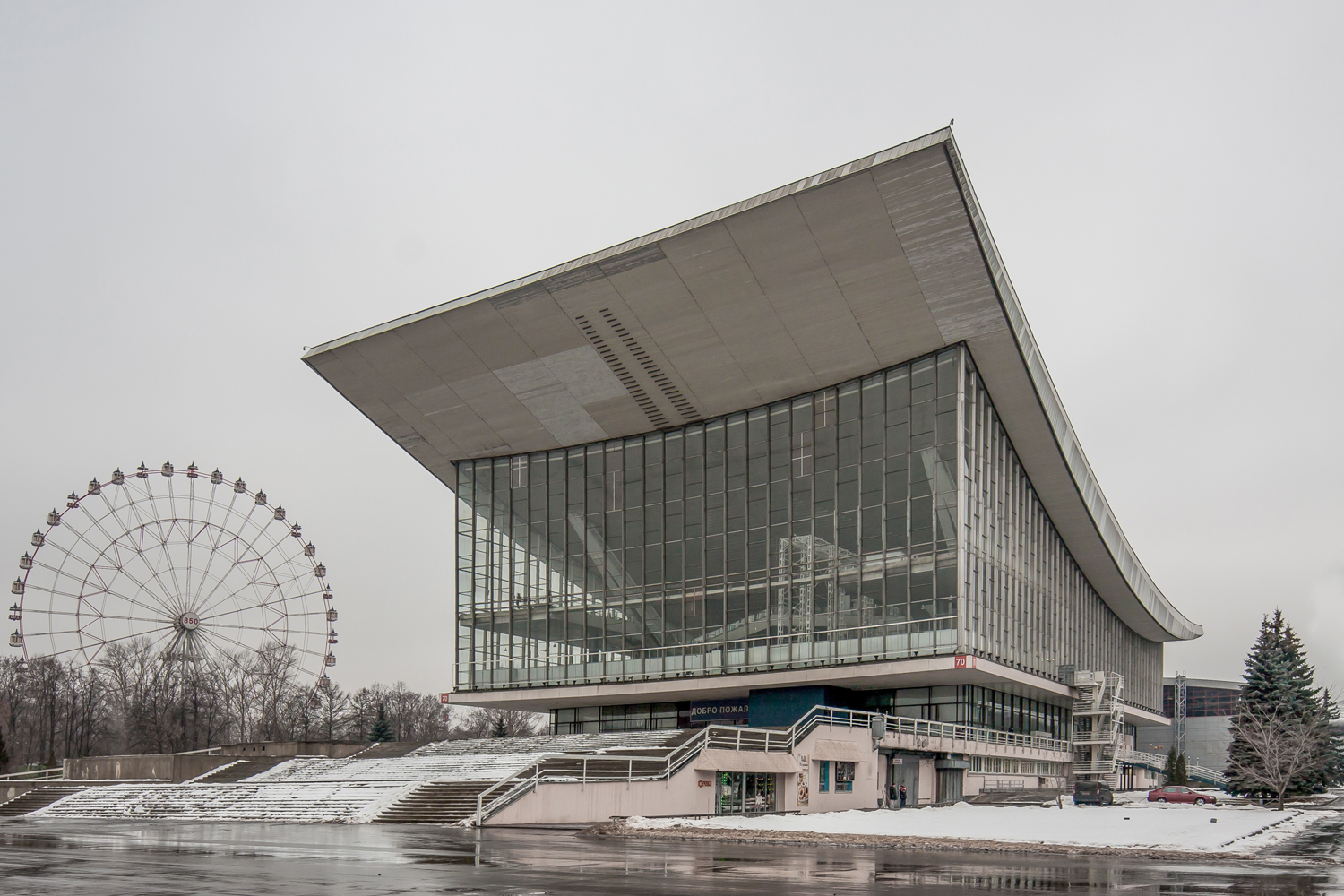
Il Padiglione "Moskva", realizzato inizialmente per l'Esposizione universale di Montréal del 1967.

Nel 1963, il Comitato centrale del PCUS ed il Consiglio dei ministri approvò un nuovo decreto con il quale fu decisa l'apertura della VDNCh per tutto l'anno e la creazione di nuovi edifici. La fiera iniziò ad essere dedicata ai risultati economici, scientifici e tecnologici del paese: i padiglioni dedicati ai paesi dell'URSS furono dedicati a determinate discipline tecnico-scientifiche e vennero aggiunti elementi modernisti.
Nel 1966 fu costruito un padiglione per l'Esposizione internazionale delle macchine agricole, che in seguito fu dedicato all'industria chimica. L'edificio era in stile moderno e, secondo alcuni critici contemporanei, era stato influenzato dallo stile dell'architetto tedesco Mies van der Rohe.
Nel 1967, in occasione del 50º anniversario della Rivoluzione d'ottobre, fu eretto un padiglione dedicato ai beni di consumo e nello stesso anno apparve il padiglione dell'industria del gas, ispirato alla Cappella di Notre-Dame du Haut di Le Corbusier. Al sito fu aggiunto anche il padiglione dell'Unione Sovietica realizzato per l'Expo 1967 di Montréal.

### Anni settanta e ottanta

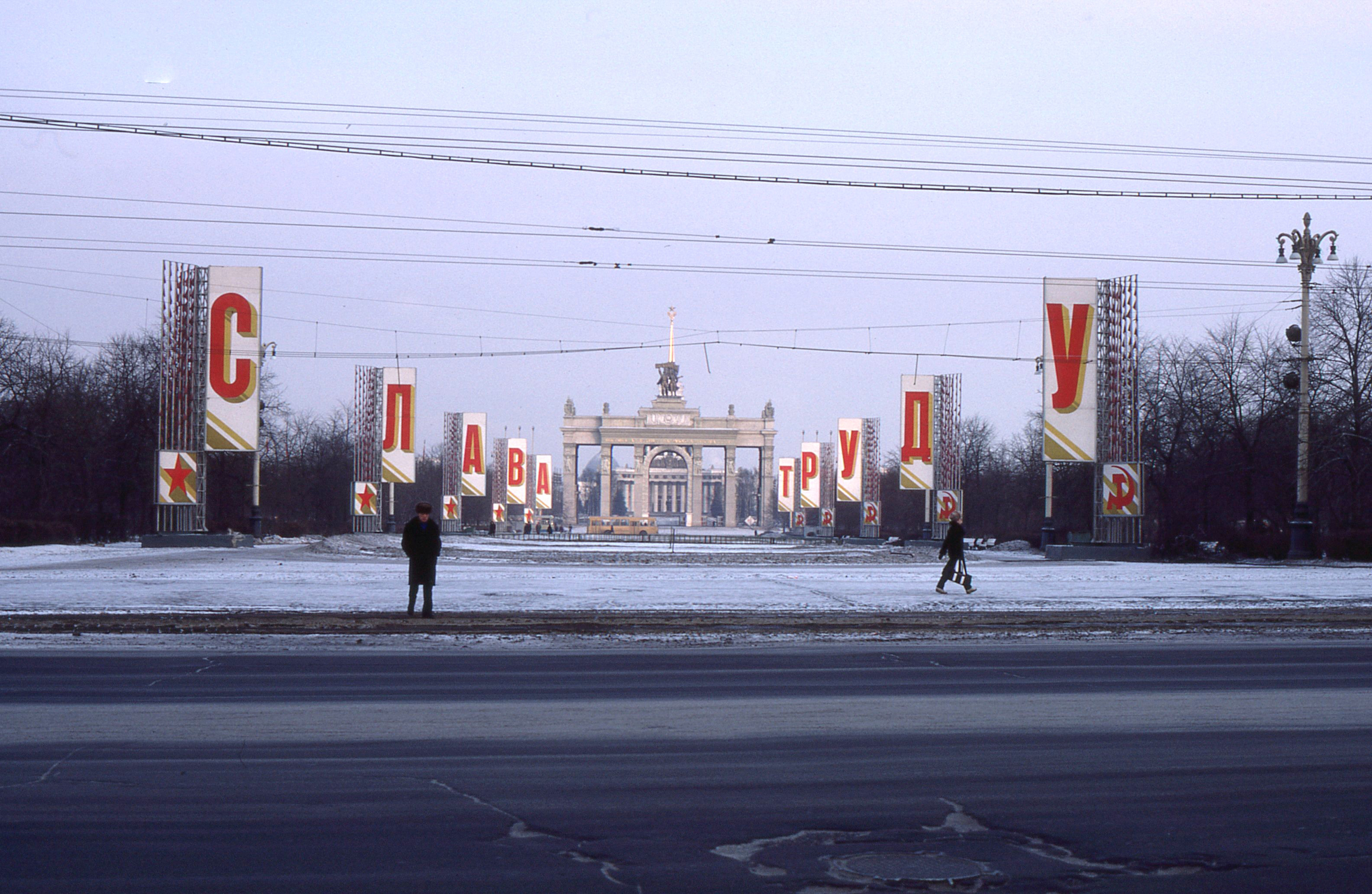
Viale davanti all'arco dell'ingresso principale alla VDNCh, 1980.

Nel 1971, il Presidium del Soviet Supremo conferì alla VDNCh l'Ordine della Bandiera rossa del lavoro. In occasione del sessantesimo anniversario del governo sovietico, nel padiglione centrale fu allestita la proiezione a schermo intero My - sovetskij narod dedicata al popolo sovietico e fortemente voluta da Leonid Brežnev, che poco tempo prima era rimasto affascinato da un progetto simile attuato in Cecoslovacchia. Furono impiegati decine di proiettori di diapositive controllati da computer che proiettavano frasi e pellicole d'archivio selezionate per la propaganda.
Alla VDNCh furono organizzati numerosi eventi importanti, come il festival della Federazione mondiale della gioventù democratica del 1985 ed eventi dedicati ai sessant'anni del cinema sovietico.
In seguito alle politiche della perestrojka e della glasnost', nel 1988, il centro espositivo perse i finanziamenti statali e dovette iniziare a cercare nuove fonti di guadagno. I padiglioni e gli spazi all'aperto furono quindi affittati a terzi che li trasformarono in punti vendita o magazzini.

### Anni novanta
Dopo la dissoluzione dell'URSS, nel 1991, i diversi padiglioni furono rilevati da aziende private. Nel 1992, la VDNCh fu rinominata in Centro espositivo panrusso (in russo Всероссийский выставочный центр, ВВЦ?, Vserossijskij vystavočnyj centr, VVC) e trasformata in una società per azioni ripartita tra il governo federale e quello di Mosca.
Nel 1993, fu garantita la protezione da parte dello stato di 49 beni immobili tra cui padiglioni, edifici funzionali e fontane. All'elenco furono aggiunti ulteriori 35 edifici separati nell'anno successivo.
Nel 1994, tutte le mostre all'interno dei padiglioni furono chiuse ad eccezione di quella nel padiglione dell'industria zootecnica. L'unico luogo rimasto intatto era il Parco dei divertimenti, il resto del sito divenne un mercato delle pulci.

### Anni duemila
Nella prima metà degli anni duemila, molte delle mostre rimaste chiuse dal 1994 furono cancellate e nel 2005 un incendio distrusse il padiglione dedicato alla caccia e alla selvaggina. Tuttavia, con lo sviluppo dell'economia nazionale russa, la direzione del VVC decise di far rivivere il centro e di sviluppare un'area espositiva.
Con il miglioramento delle relazioni tra le ex-repubbliche sovietiche, nel 2002 il Consiglio dei presidenti nazionali della Comunità degli Stati Indipendenti decretò la nascita di mostre permanenti degli stati membri all'interno dei padiglioni nazionali del VVC.
Nel 2009, in occasione del 70º anniversario del sito, fu aperto il nuovo padiglione multimediale n. 75 "MosEkspo" (МосЭкспо) dedicato alle conquiste tecnologiche in campo sanitario, ambientale ed energetico. Il padiglione divenne un polo d'attrazione per eventi e congressi a livello internazionale.

### Anni duemiladieci
Nel novembre 2013 un decreto del Presidente della Federazione russa cedette alla città di Mosca la quota delle azioni della GAO VVC posseduta dal governo federale.
Nel 2014, la municipalità ha stanziato 3 miliardi di rubli per la realizzazione di lavori preliminari alla restaurazione.
Il 14 maggio 2014 al complesso è stato restituito il nome VDNCh con il 90% dei voti favorevoli in un sondaggio sul portale online Aktivnyj graždanin.

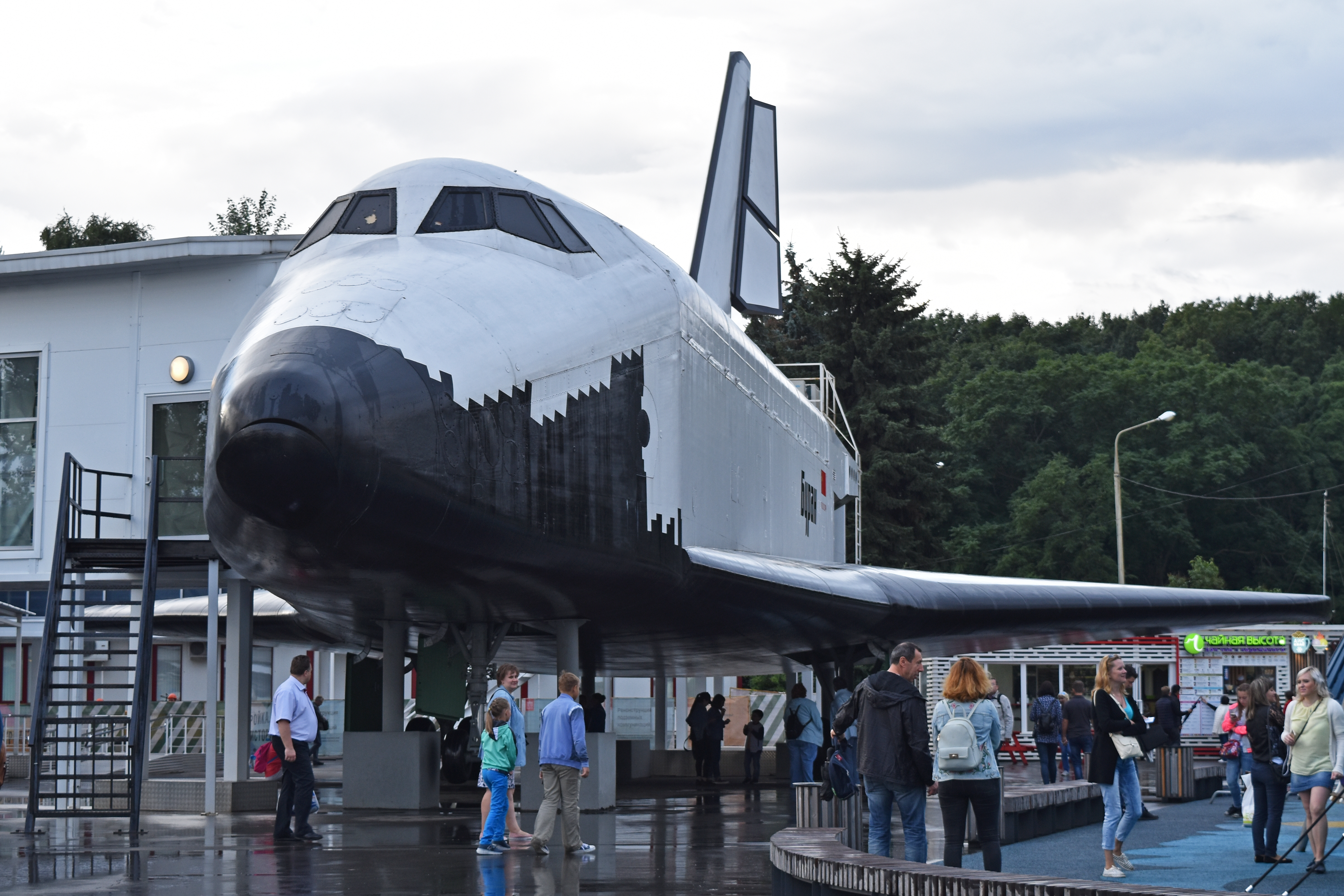
Museo "Buran"

Nell'aprile-maggio dello stesso anno sono stati rimossi tutti gli edifici, cartelloni pubblicitari e attività private illegali, tonnellate di immondizia furono eliminate, mentre più di 50 padiglioni furono salvati dalla loro distruzione. Furono creati nuovi prati su oltre 125 ettari di territorio, furono ripristinate le strade asfaltate, le barriere architettoniche che separavano la VDNCh dal Parco Ostankinskij sono state rimosse, creando un unico spazio ricreativo ed espositivo. Le fontane furono rimesse in funzione. Il modello OK-TVA dello shuttle Buran 1.01 è stato spostato dal Gor'kij Park alla VDNCh, ed è stato costruito un museo interattivo dedicato al programma degli shuttle sovietici adiacente allo spazioplano. Il transito dei veicoli privati sul territorio del complesso è stato limitato, mentre è stato completamente vietato l'ingresso di vetture civili durante i giorni festivi. Durante l'estate sono comparse delle stazioni di affitto di biciclette, pattini a rotelle, monopattini, golf cart e altri mezzi non inquinanti. I punti di vendita alimentare illegale che durante il precedente periodo di vita avevano invaso il complesso sono stati distrutti e sostituiti da moderne gelaterie, fast food e negozi. Nell'estate del 2014 sono terminati lavori di restauro dei padiglioni "Ucraina", "Scienze motorie e sport" e "Cosmo", del Teatro Verde e delle fontane del padiglione 66 "Uzbekistan-Cultura", che erano rimaste inattive per oltre 30 anni.

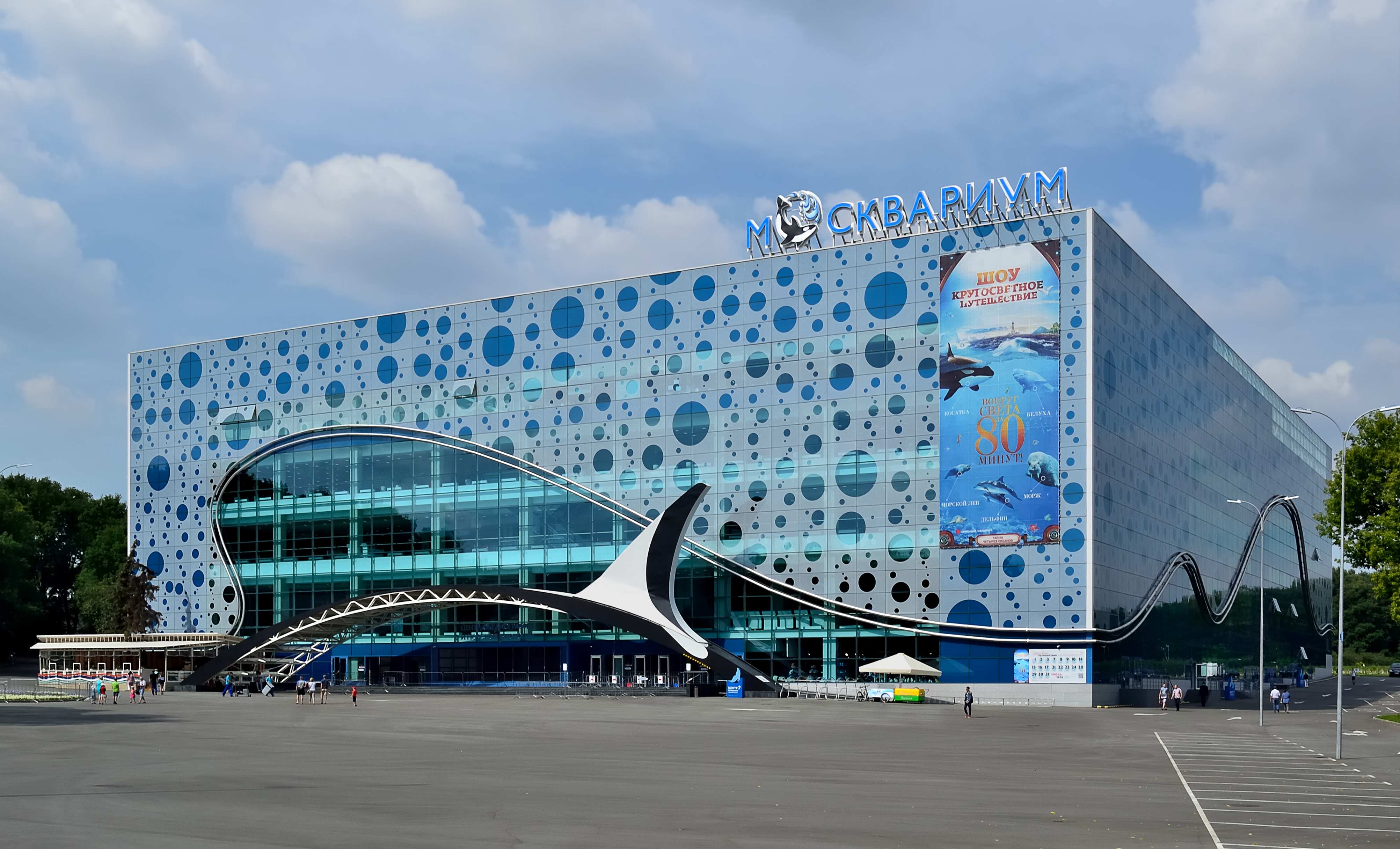
Oceanario "Moskvarium"

I lavori di restauro del 2014, continuati fino al 2015, rappresentarono il progetto più imponente di riqualificazione a Mosca. Il 5 agosto 2015 sul territorio del complesso è stato inaugurato il più grande oceanario d'Europa, il Moskvarium (in russo Москвариум?). Il 3 marzo 2016 il Tribunale Arbitrario di Mosca ha imposto al complesso di smantellare il parco divertimenti e la ruota panoramica "Mosca 850", in quanto costruiti durante l'esistenza del Centro espositivo panrusso (VVC) e quindi considerati pericolosi. Nello stesso anno ha iniziato la sua attività commerciale il "Porto nella VDNCh" (in russo Порт на ВДНХ?), un complesso ricreativo con piscine, bar e discoteca. Nel 2016 la VDNCh è stata premiata agli EFEA Awards come "Miglior spazio espositivo e fieristico del 2015" in Russia.
Dopo un restauro iniziato verso la fine del 2015, Il 12 aprile 2018 è stato inaugurato il rinnovato padiglione "Kosmos", allestito con esemplari di veicoli spaziali sovietici e russi e cluster interattivi, chiamato per questo motivo "Centro per la Cosmonautica e l'Aviazione". Nel 2018 sono iniziati i lavori di "riqualificazione dello spazio circostante l'Esposizione delle conquiste dell'economia nazionale", vale a dire il quartiere Ostankinskij. Sono state sostituite le tubature sotterranee dell'isolato, il manto del marciapiede è stato rinnovato sostituendo il rivestimento in piastrelle a quello in cemento, i vecchi lampioni sono stati sostituiti, sono state ammodernate le fermate dei trasporti pubblici, nuovi alberi sono stati piantati lungo il marciapiede e nuovi locali sono stati aperti in prossimità dell'ingresso principale del complesso.

## Nomi
| Anno      | Nome                                                        | Nome in russo                                    |
| --------- | ----------------------------------------------------------- | ------------------------------------------------ |
| 2014-     | Esposizione delle conquiste dell'economia nazionale (VDNCh) | Выставка Достижений Народного Хозяйства (ВДНХ)   |
| 1992-2014 | Centro espositivo panrusso (VVC)                            | Всероссийский выставочный центр (ВВЦ)            |
| 1959-1992 | Esposizione delle conquiste dell'economia nazionale (VDNCh) | Выставка Достижений Народного Хозяйства (ВДНХ)   |
| 1939-1954 | Esposizione agricola dell'unione (VSChV)                    | Всесоюзная Сельско-Хозяйственная Выставка (ВСХВ) |

## Descrizione

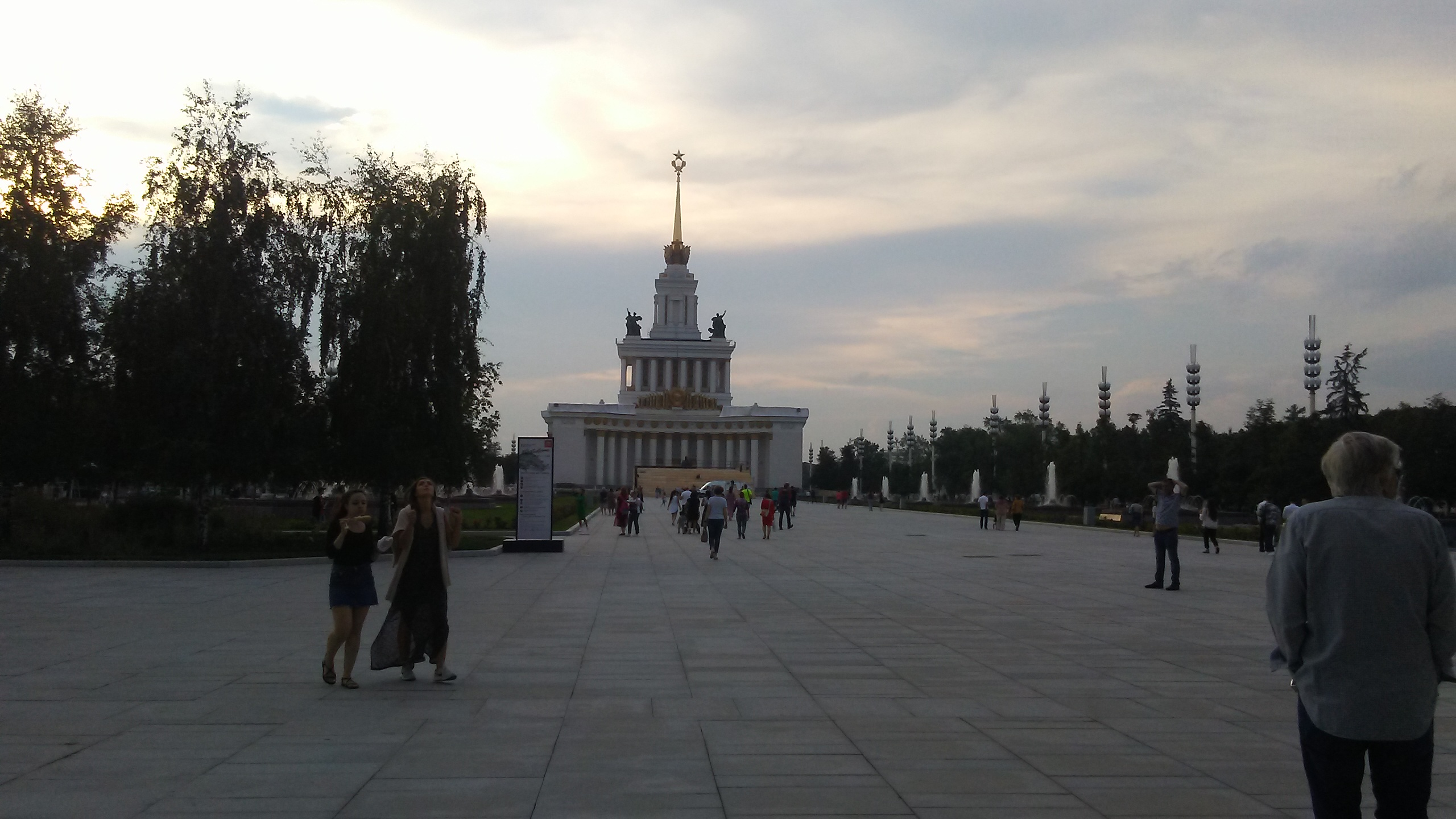
Esposizione delle conquiste dell'economia popolare. Sullo sfondo il padiglione centrale.

La VDNCh fu, ai tempi dell'Unione Sovietica, una delle principali attrazioni turistiche della città. Creato nel 1939, questo sito fu in origine un grande parco di esposizione agricola, e 20 anni dopo, venne trasformato in un parco in onore dei
Passeggiando sul sito, è possibile vedere le sculture per le quali la VDNCh era famosa. L'ingresso principale del parco è un arco trionfale sormontato dalle figure di un conducente di trattore e di una kolchoziana.
Sul Prospekt Mira, il viale che conduce al Centro, si trova l'hotel Cosmos e la statua allegorica L'operaio e la kolchoziana. I personaggi marciano verso l'avvenire, tenendo in mano una falce e un martello (simboli del mondo operaio e agricolo). Scolpita da Vera Muchina, fu creata per il padiglione dell'Unione Sovietica all'Esposizione internazionale di Parigi del 1937.

## Complesso architettonico
1. Padiglione centrale
2. Padiglione "Educazione Popolare" - "Caucaso Settentrionale"
3. Padiglione "Kirghizistan"
4. Padiglione "Fisica" - "Lettonia"
5. Padiglione "Abcasia"
6. Padiglione "Semi"
7. Padiglione "Giovani Naturalisti"
8. Padiglione "Giovani Tecnici"
9. Padiglione "Standard" - Moldavia"
10. Padiglione "Metallurgia" - "Kazakistan"
11. Padiglione "Esposizione delle organizzazioni sindacali" - "Georgia"
12. Padiglione "Sanità" - "Armenia"
13. Padiglione "Informatica" - "Azerbaigian"
14. Padiglione "Apparecchiature radiofoniche e comunicazione" - "Regione del Volga"
15. Padiglione "Meteorologia"
16. Padiglione "Industria forestale"
17. Padiglione "Bielorussia"
18. Padiglione "Industria chimica"
19. Padiglione "Industria del gas"
20. Padiglione "Viticoltura e Giardinaggio"
21. Padiglione "Industria del gas"
22. Padiglione "Trasporti"
23. Padiglione "Scienze motorie e sport"
24. Padiglione "Apicoltura"
25. Padiglione "Floricoltura e rinverdimento"
26. Padiglione "Industria microbiologica"
27. Padiglione "Geologia"
28. Padiglione "Cosmo"
29. Padiglione "Tabacco"
30. Padiglione "Museo del Cinema"
31. Padiglione "Avicoltura"
32. Padiglione "Pesca"
33. Padiglione "Allevamento di cavalli/1"
34. Padiglione "Allevamento di cavalli/2"
35. Padiglione "Allevamento di cavalli/maneggio"
36. Padiglione "Allevamento di cavalli/3"
37. Padiglione "Allevamento di conigli"
38. Padiglione "Economia e organizzazione del complesso agricolo"
39. Padiglione "Suinicoltura"
40. Padiglione "Ovicoltura"
41. Padiglione "Industria del latte"
42. Padiglione "Industria della carne"
43. Padiglione "Bovini"
44. Padiglione "Elettrificazione"
45. Padiglione "Museo storico La mia Russia-Storia"
46. Padiglione "Agricoltura" (ex "Ucraina")
47. Padiglione "Grano" - "Oblast' di Mosca, di Tula e di Rjazan'"
48. Padiglione "Cooperativa di Consumo" - "Oblast' del Černozem Centrale"
49. Padiglione "CentroSojuz"
50. Padiglione "Materiali da costruzione"
51. Padiglione "Riparazione Veicoli"
52. Padiglione "Ottica" - "Leningrado e regioni nord-occidentali"
53. Padiglione "Cultura" - "Uzbekistan"
54. Padiglione "Stampa sovietica" - "Carelia"
55. Padiglione "Armenia"
56. Padiglione "Centro Espositivo Speciale"
57. Padiglione Mosca
58. Padiglione "Energia atomica"
59. Padiglione Espositivo

## Trasporti
La VDNCh è raggiungibile tramite tram, autobus, filobus, minibus e taxi.
Dal 1º maggio 1958 è in servizio la stazione metropolitana VDNCh della linea Kalužsko-Rižskaja, mentre a partire dal 20 novembre 2004 sono operative le stazioni Vystavočnyj Centr e Ulica Sergeja Ėizenštejna della monorotaia di Mosca.
Da novembre 2016 è stata organizzata la linea di autobus urbani n. 533 tra le stazioni della metropolitana VDNCh e Botaničeskij Sad, passando direttamente attraverso il territorio della VDNCh e facendo diverse fermate al suo interno.

## Galleria d'immagini

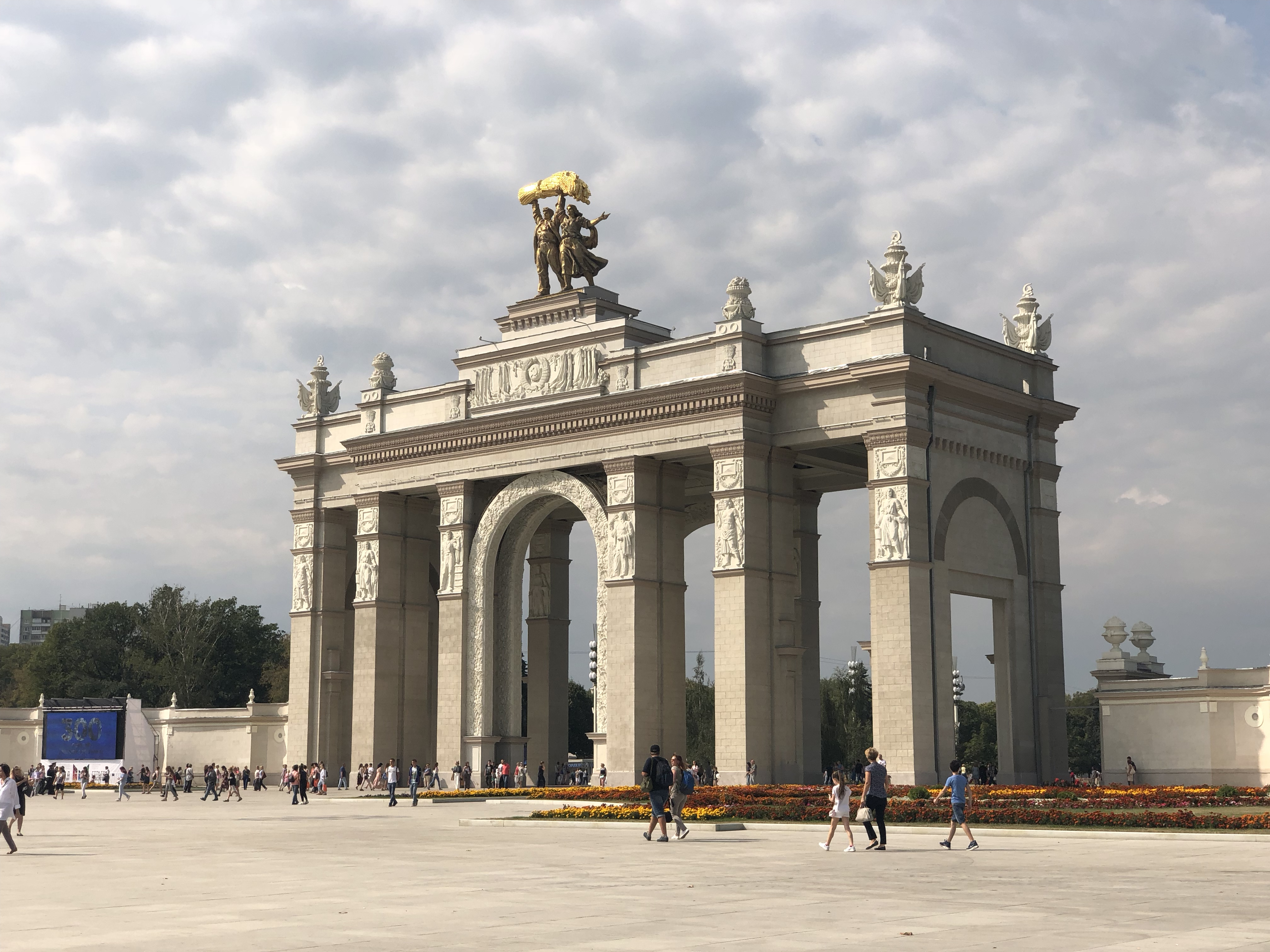
Arco dell'ingresso principale alla VDNCh.
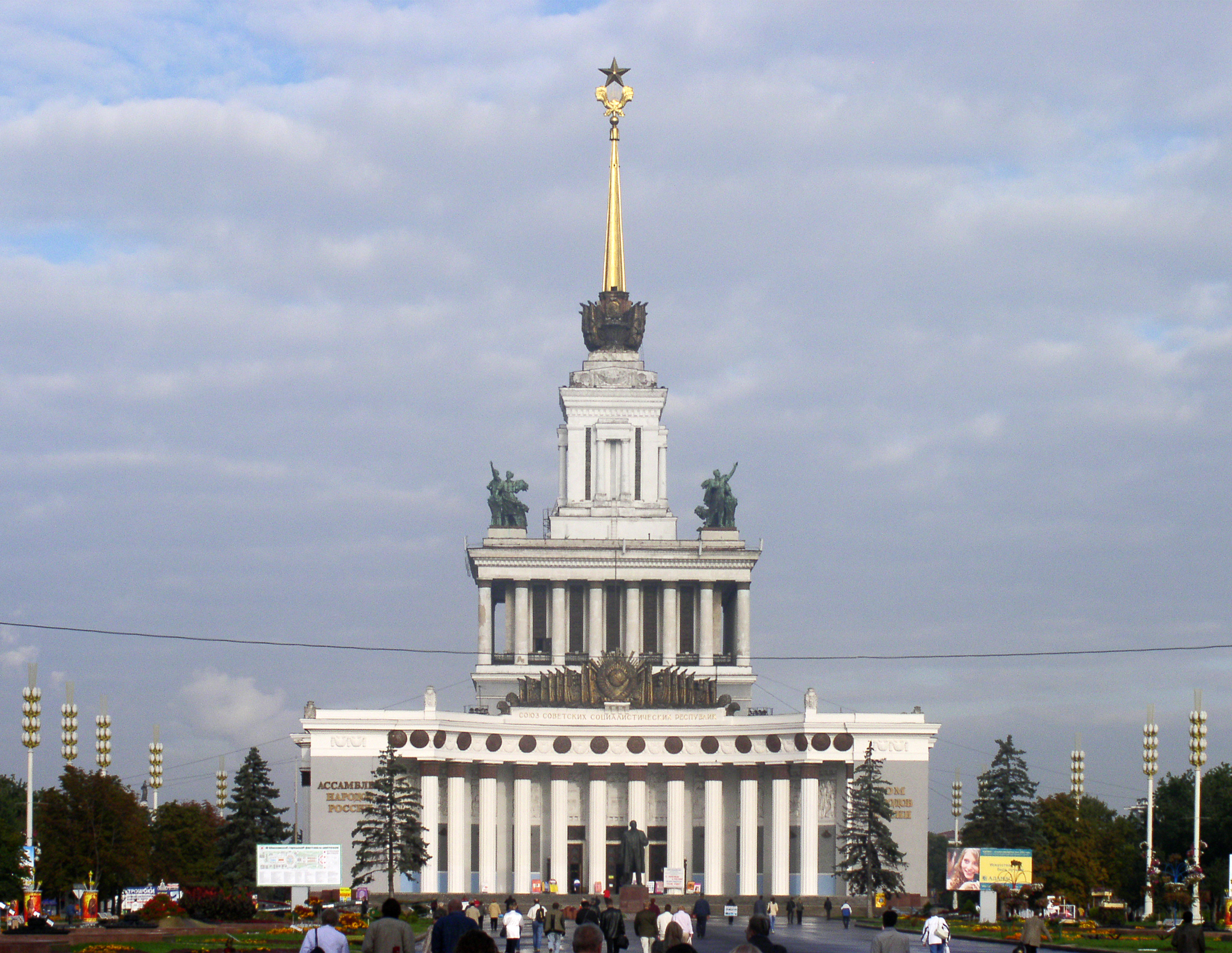
Padiglione centrale.
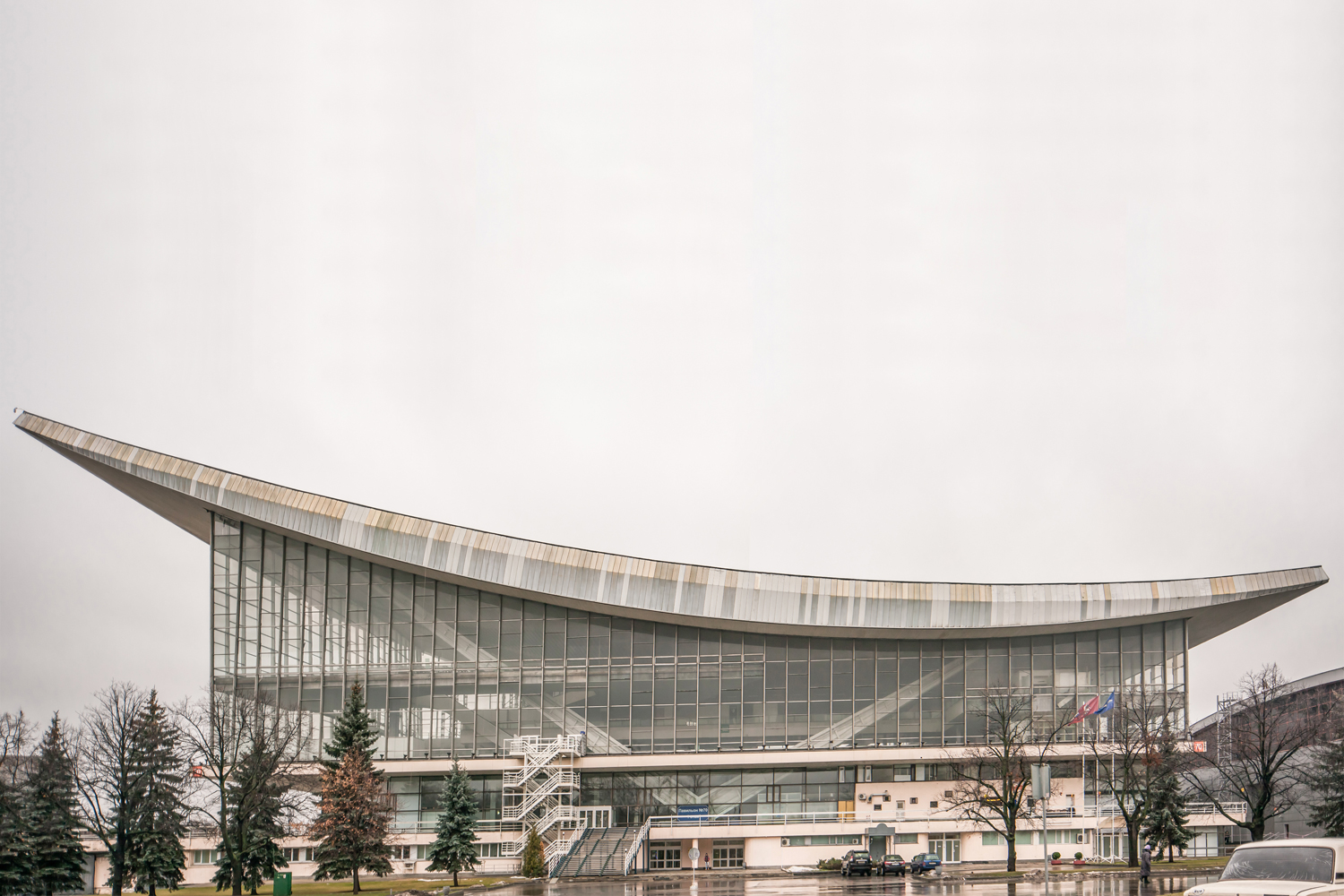
Padiglione Mosca.
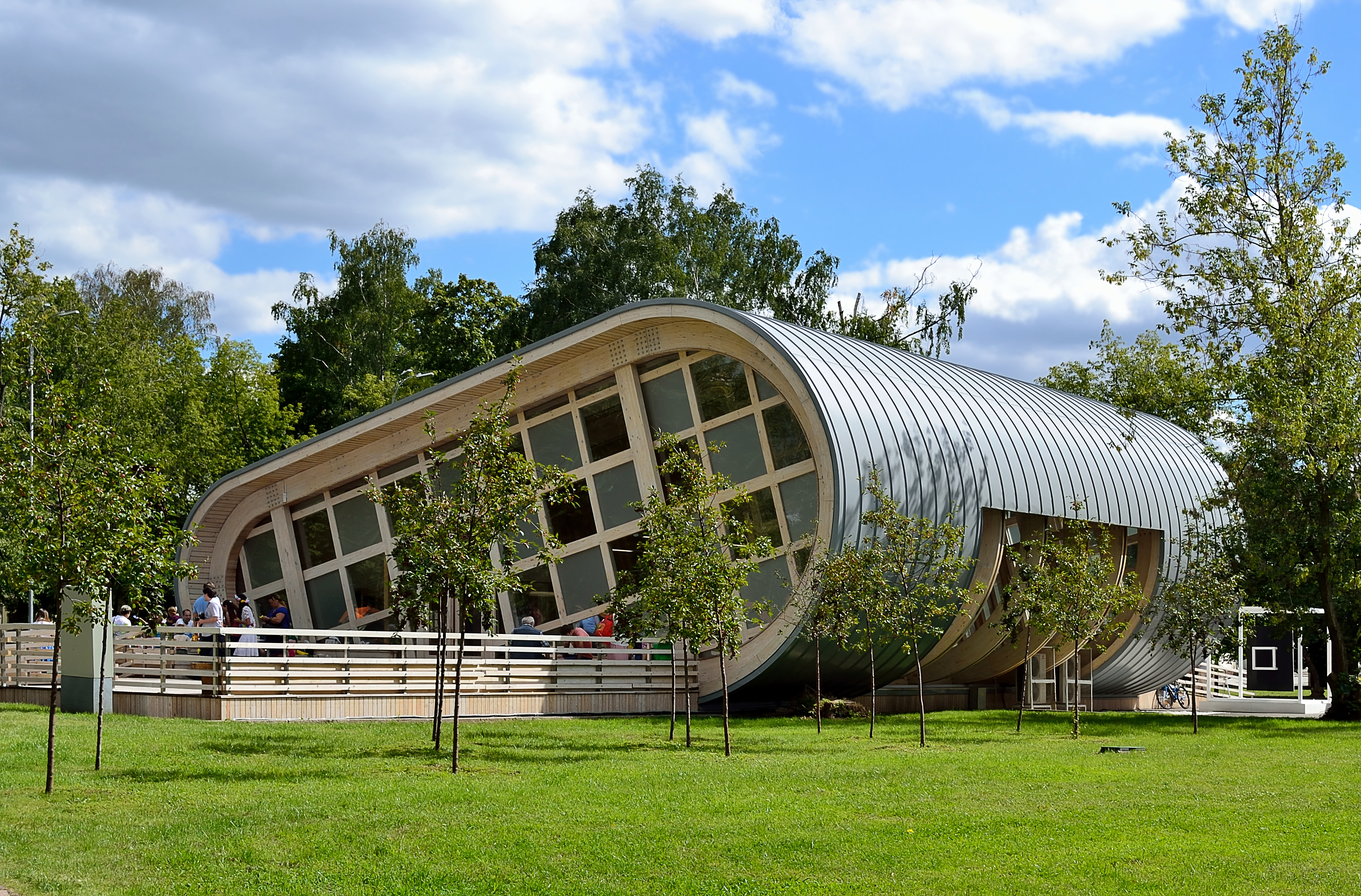
Club di scacchi.
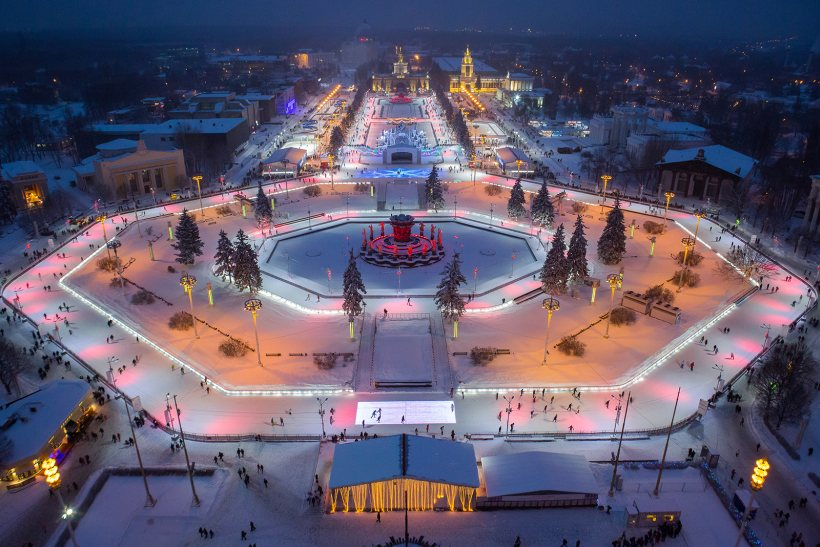
Inverno 2016
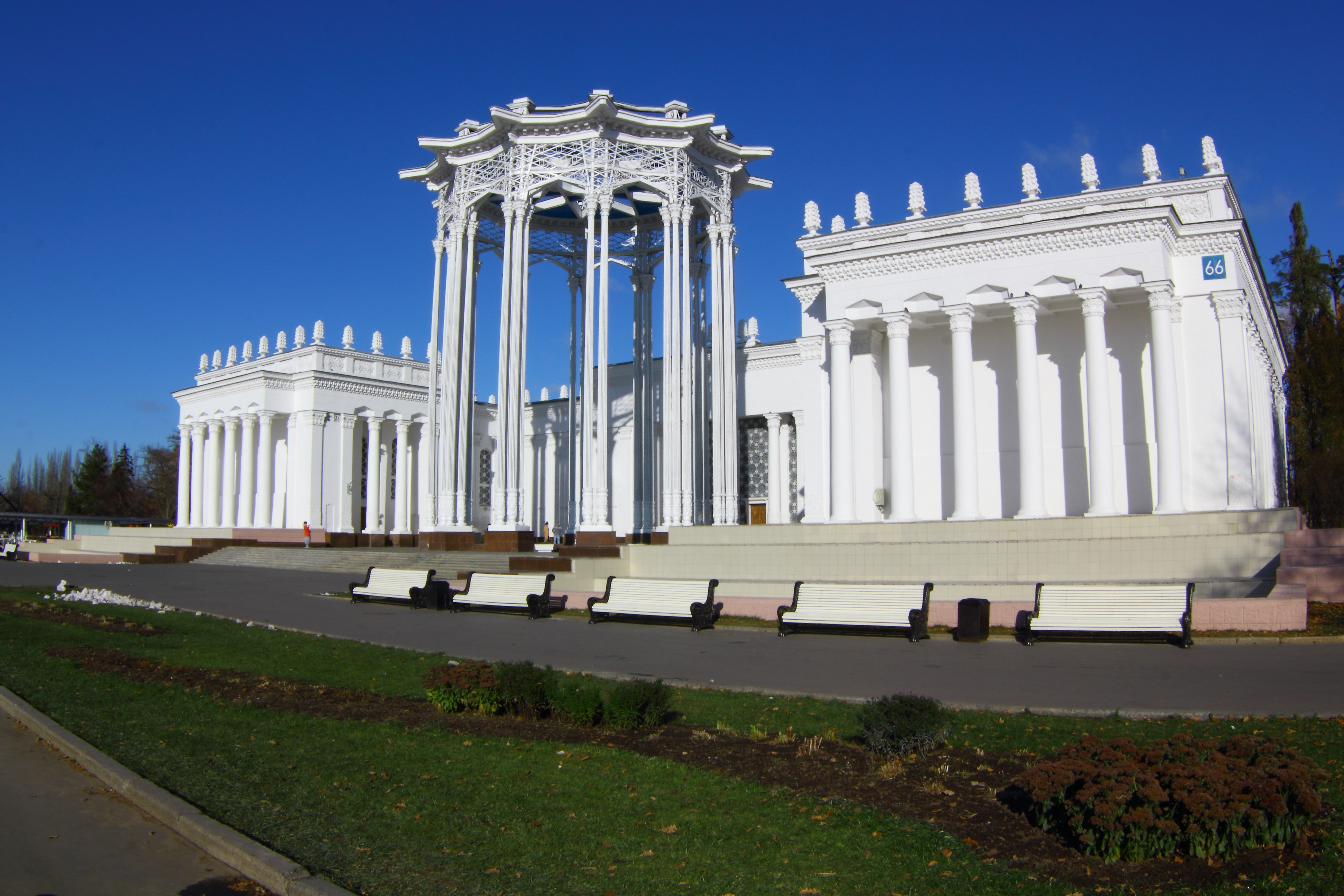
Padiglione "Cultura".
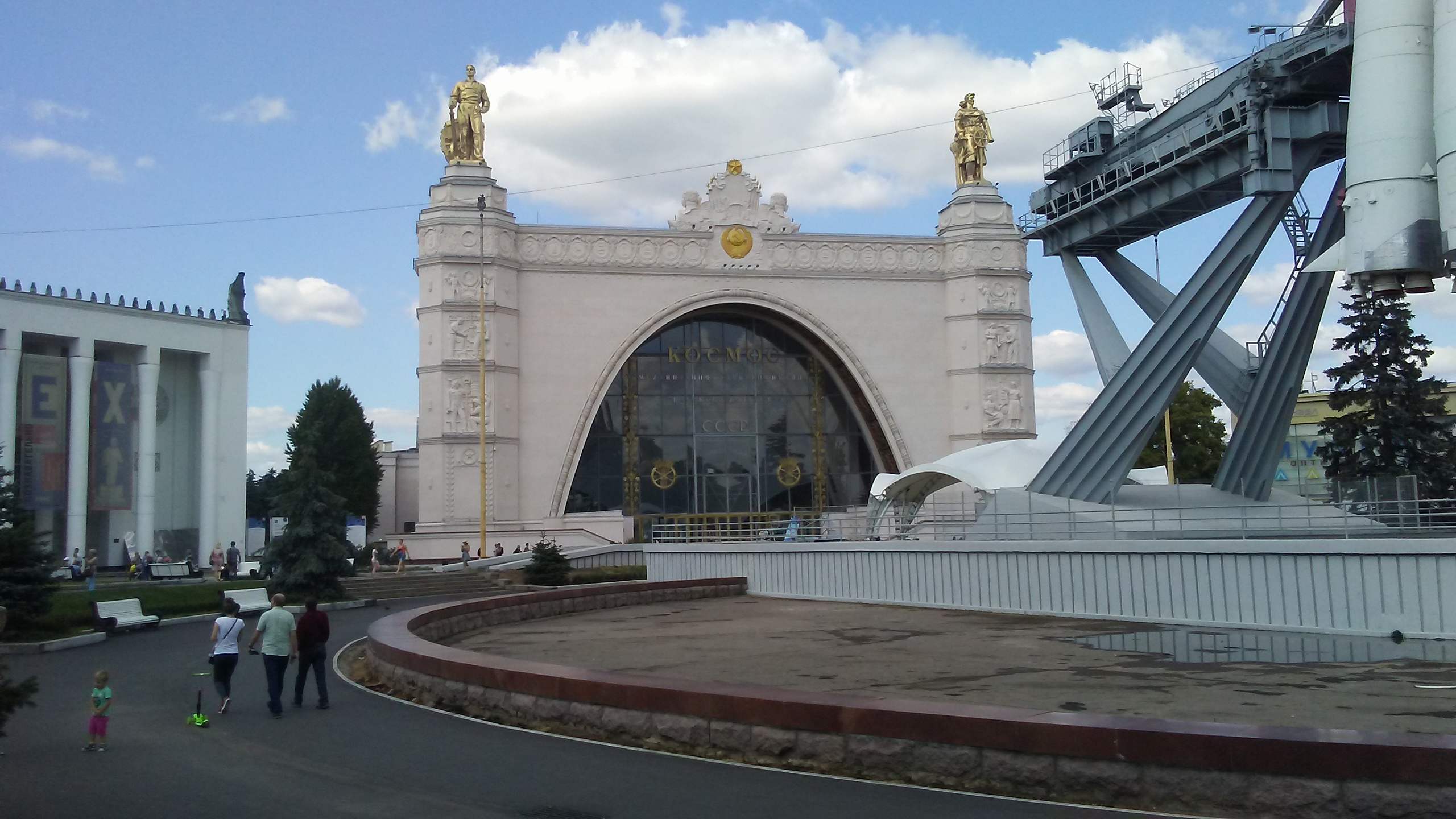
Padiglione "Cosmo"